# Quận 1
Quận 1 (gọi là Quận Nhất hay Quận Nhứt) là quận trung tâm cũ của Thành phố Hồ Chí Minh, Việt Nam.
Quận 1 là nơi tập trung nhiều cơ quan chính quyền, các lãnh sự quán các nước và các tòa nhà cao tầng của thành phố (tòa nhà cao nhất Quận 1 và thứ nhì Thành phố Hồ Chí Minh là Bitexco Financial Tower). Quận 1 được xem là nơi sầm uất và có mức sống cao nhất của Thành phố về mọi phương diện, nổi tiếng với những địa điểm Phố đi bộ Nguyễn Huệ, Dinh Độc Lập, Nhà thờ chính tòa Đức Bà Sài Gòn, Thảo Cầm Viên Sài Gòn, Phố đi bộ Bùi Viện, Chợ Bến Thành,... Quận 1 được thành lập vào ngày 20 tháng 5 năm 1976 trên cơ sở sáp nhập Quận Nhứt và Quận Nhì của Đô thành Sài Gòn của Việt Nam Cộng hòa.

## Địa lý

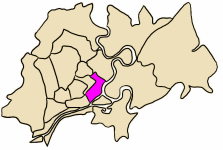
Vị trí quận 1 trong nội thành
TP. Hồ Chí Minh

Quận 1 nằm ở trung tâm Thành phố Hồ Chí Minh, có vị trí địa lý:
- Phía đông giáp thành phố Thủ Đức với ranh giới là sông Sài Gòn
- Phía tây giáp Quận 3 với ranh giới là đường Hai Bà Trưng với đường Nguyễn Thị Minh Khai và Quận 5 với ranh giới là đường Nguyễn Văn Cừ
- Phía nam giáp Quận 4 với ranh giới là kênh Bến Nghé
- Phía bắc giáp các quận Bình Thạnh và Phú Nhuận với ranh giới là kênh Nhiêu Lộc – Thị Nghè.

Quận có diện tích 7,72 km², dân số năm 2019 là 142.625 người, mật độ dân số đạt 18.475 người/km².

## Lịch sử

### Thời Pháp thuộc

#### Trước năm 1900

Bản đồ thành phố Sài Gòn năm 1882

Sau khi chiếm được Sài Gòn vào năm 1859, người Pháp đã gấp rút quy hoạch xây dựng Sài Gòn thành một đô thị lớn nhiều chức năng (hành chính, quân sự, kinh tế, cảng, v.v.). Quyết định của đô đốc Charner ngày 11 tháng 4 năm 1861 đã ấn định địa phận Thành phố Sài Gòn (Ville de Saigon) và cho những ranh giới "một mặt là rạch Bến Nghé và rạch Thị Nghè, mặt kia là chính sông Sài Gòn và một đường rạch nối từ chùa Cây Mai đến những phòng tuyến cũ đồn Chí Hòa" thì Sài Gòn lúc này mới bắt đầu là một đơn vị hành chính riêng, diện tích 25 km².
Theo Nghị định của Thống đốc Nam Kỳ, ngày 12 tháng 4 năm 1861, chính quyền Pháp thành lập thành phố Sài Gòn, trên địa bàn một số thôn của hai tổng: Bình Trị Thượng và Bình Trị Trung thuộc huyện Bình Dương, phủ Tân Bình, tỉnh Gia Định. Địa giới hành chính lúc đầu của thành phố Sài Gòn chỉ gồm một phần của hai quận: Quận 1 và Quận 3 hiện nay.
Với quyết định này, thành phố Sài Gòn lúc bấy giờ bao gồm cả hai khu Sài Gòn và Chợ Lớn. Năm 1862, dự án thiết kế thành phố Sài Gòn với 500.000 dân của Coffyn được phê duyệt. Đến năm 1864, người Pháp cho tách khu Chợ Lớn ra khỏi thành phố Sài Gòn.
Ngày 3 tháng 10 năm 1865, Thống đốc Nam Kỳ ban hành Nghị định về việc đặt ranh giới cho thành phố Sài Gòn và thành phố Chợ Lớn, theo nghị định này diện tích thành phố Sài Gòn là 3 km². Về phía Bắc, địa bàn thành phố Sài Gòn tiếp giáp với một phần con rạch Thị Nghè (đoạn từ cầu Bông cho tới cầu Thị Nghè) và đường Trần Quang Khải ngày nay. Về phía Đông tiếp giáp với sông Sài Gòn, phía Nam đến rạch Bến Nghé, cầu Ông Lãnh và một đoạn đường đi Chợ Lớn (Lý Tự Trọng), đường Thuận Kiều (Cách mạng Tháng Tám) rẽ vào đường Chasseloup Laubat (Nguyễn Thị Minh Khai). Phía Tây thành phố tiếp giáp với hai con đường Chasseloup Laubat (Nguyễn Thị Minh Khai) và đường Impériale (sau này đổi tên thành đường Nationale tức đường Hai Bà Trưng ngày nay).
Ngày 3 tháng 2 năm 1866, theo nghị định của Thống đốc Nam Kỳ, Khu thanh tra Sài Gòn (khác với thành phố Sài Gòn) được thành lập trên địa bàn hai huyện Bình Dương và Bình Long của phủ Tân Bình, tỉnh Gia Định. Ngày 16 tháng 8 năm 1867, tỉnh Gia Định đổi tên thành tỉnh Sài Gòn. Lúc này đô thị Sài Gòn là lỵ sở của hạt Sài Gòn thuộc tỉnh Sài Gòn. Dân số Sài Gòn thời kỳ này có khoảng 10.735 người (1866). Trong đó người Âu có 555 người, người Ấn có 180 người, người Việt và người Hoa có độ 10.000 người. Ngày 5 tháng 6 năm 1871 khu thanh tra Sài Gòn đổi thành hạt (một số tài liệu gọi là "hạt tham biện") Sài Gòn. Ngày 24 tháng 8 năm 1876, do dời lỵ sở hạt từ Sài Gòn về làng Bình Hòa, hạt Sài Gòn đổi tên thành hạt Bình Hòa. Ngày 16 tháng 12 năm 1885, hạt Bình Hòa đổi tên thành hạt Gia Định theo quyết định của Thống đốc Nam Kỳ. Ngày 1 tháng 1 năm 1900, hạt Gia Định lại đổi thành tỉnh Gia Định theo Nghị định của Toàn quyền Đông Dương.
Ngày 8 tháng 1 năm 1877, Tổng thống Pháp công nhận thành phố Sài Gòn là thành phố loại I, đứng đầu là viên Đốc lý do Toàn quyền Đông Dương bổ nhiệm. Qua thời gian, các vùng đất lân cận được sáp nhập dần vào thành phố. Năm 1884 diện tích thành phố là 4,06 km², năm 1894 là 7,91 km², năm 1906 là 13,17 km², năm 1912 là 16,38 km². Năm 1881 dân số thành phố Sài Gòn có 13.481 người, năm 1884 có 14.459 người, năm 1902 có 50.870 người, năm 1910 có 64.121 người, năm 1930 tăng lên 143.306 người.

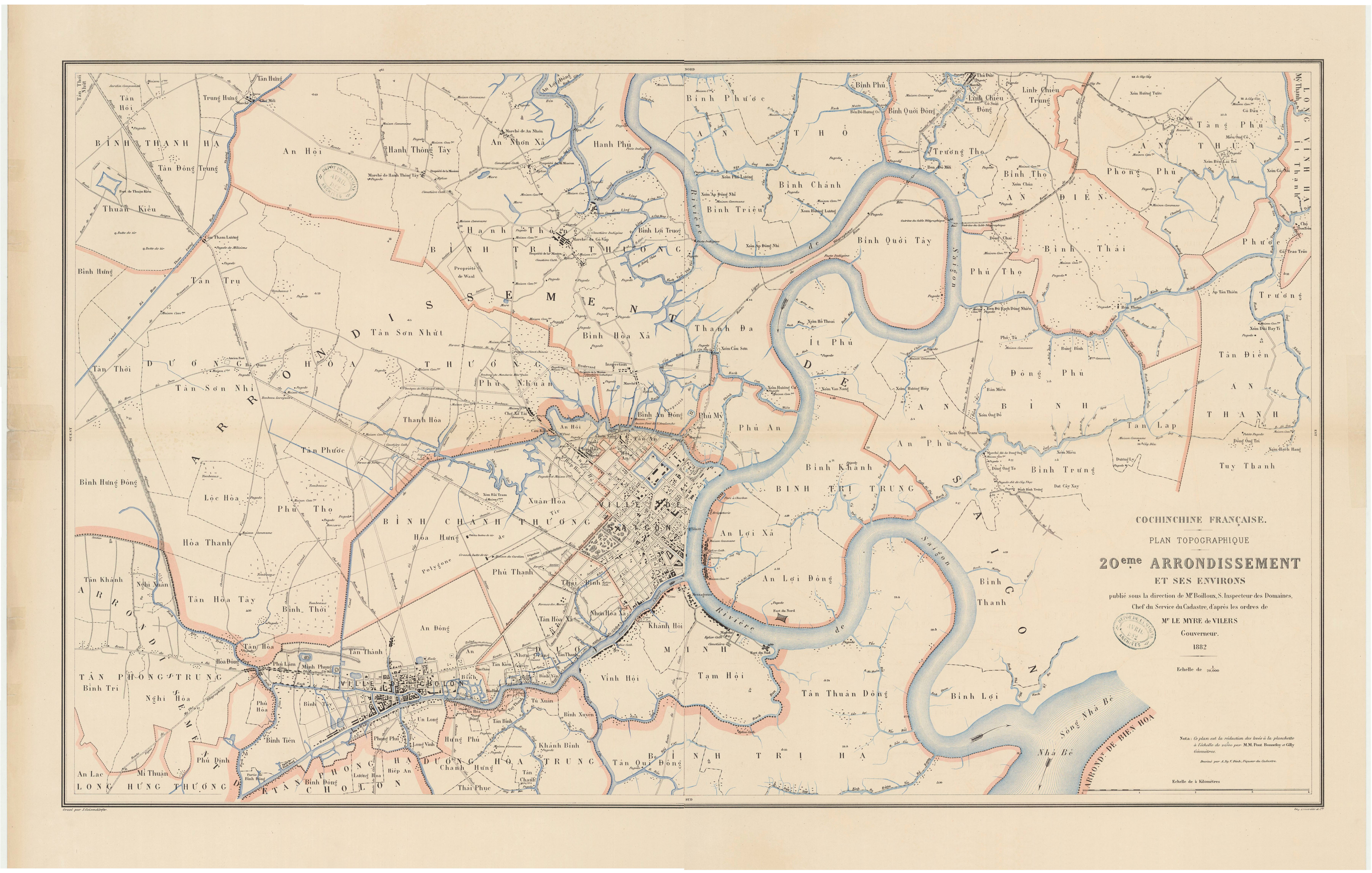
Bản đồ Hạt 20, một đơn vị hành chính do Thống đốc Nam Kỳ quyết định thành lập vào năm 1880. Khu vực Quận 1 tương ứng với gần như toàn bộ địa giới thành phố Sài Gòn (trừ khu vực Hồ Con Rùa hiện nay), và một số làng xã khi đó còn thuộc khu vực ngoại vi thành phố như An Hòa, Chơn Sảng, Hội An, Phú Hòa, Phú Hòa Vạn, Tân An (vùng Đa Kao – Tân Định ngày nay), Nhơn Hòa, Tân Hòa, Tân Thành, Thái Bình (vùng Cầu Kho – Cầu Ông Lãnh ngày nay).

Ngày 13 tháng 12 năm 1880, Thống đốc Nam Kỳ ký nghị định tách một số làng nằm kế cận thành phố Sài Gòn và thành phố Chợ Lớn của hạt Bình Hòa và hạt Chợ Lớn, lập hạt Hai Mươi (Vingtième arrondissement ou 20e arrondissement). Hạt này do Nha Nội chánh trực tiếp cai trị, gồm hai tổng: Bình Chánh Thượng có 7 làng trực thuộc, Dương Minh có 9 làng trực thuộc.
Năm 1882, giữa thành phố Sài Gòn và thành phố Chợ Lớn còn cách nhau một miền quê rộng lớn, gồm nhiều xã thôn như Phú Thạnh, Thái Bình, Nhơn Hòa, Tân Thành, Tân Hòa, Bình Yên, Tân Quang, Nhơn Giang, Tân Kiểng, Tân Châu, Hòa Bình... Đó là những vùng đất thuộc hai tổng Bình Chánh Thượng và tổng Dương Minh của hạt 20 mà Pháp lập ra theo Nghị định của Thống đốc Nam Kỳ ban hành ngày 13 tháng 12 năm 1880.
Ngày 12 tháng 1 năm 1888, hạt Hai Mươi bị giải thể. Tổng Dương Minh nhập vào hạt Chợ Lớn; tổng Bình Chánh Thượng bãi bỏ, các làng trực thuộc tổng này sáp nhập vào thành phố Sài Gòn và tổng Dương Hòa thượng của hạt Gia Định.
Tháng 9 năm 1889, thành phố Sài Gòn được chia thành hai quận cảnh sát (arrondissement policier): Quận 1 và Quận 2, đứng đầu mỗi quận cảnh sát là vị Quận trưởng cảnh sát (Commissaire).
Năm 1894, diện tích thành phố Sài Gòn được mở rộng. Ranh giới về phía Bắc được nới rộng ra đến hết rạch Thị Nghè, sáp nhập thêm các làng Phú Hòa, Nam Chơn, Hòa Mỹ (vùng Đa Kao ngày nay). Ranh giới thành phố về phía Tây bắt đầu từ cầu Kiệu theo rạch Thị Nghè chạy xuống tới đường Cách mạng Tháng Tám bao gồm các làng Tân Định và một phần làng Xuân Hòa (vùng Tân Định ngày nay), tăng 
thêm diện tích được 344 ha (năm 1894). Sài Gòn lúc này có diện tích 791 ha. Một năm sau, ngày 15 tháng 3 năm 1895 thành phố lại được nới rộng ra về phía Nam với việc sáp nhập một phần đất các làng Khánh Hội và làng Tam Hội cũ (rộng 182 ha) dọc bờ sông Sài Gòn làm cho Sài Gòn có diện tích 973 ha. Như vậy, về phía Bắc và phía Đông thành phố Sài Gòn được bao bọc bởi rạch Thị Nghè và sông Sài Gòn. Phía Nam tiếp giáp với đường Nguyễn Thái Học ngày nay rồi vòng xuống rạch Bến Nghé theo đường Pháo đài Nam (một phần đường Nguyễn Tất Thành) đến rạch Bàng. Phía Tây tiếp giáp với một phần rạch Thị Nghè và đường Cách mạng Tháng Tám. Lúc này thành phố Sài Gòn thuộc hạt Gia Định với dân số khoảng 37.593 người
Năm 1896, thành phố Sài Gòn có 3 hộ (quartier): Cầu Ông Lãnh, Đa Kao và Khánh Hội. Đứng đầu mỗi hộ là Hộ trưởng (Chef-quartier ou Chef du quartier). Từ ngày 30 tháng 8 năm 1905 số hộ trực thuộc là 6.

#### Sau năm 1900

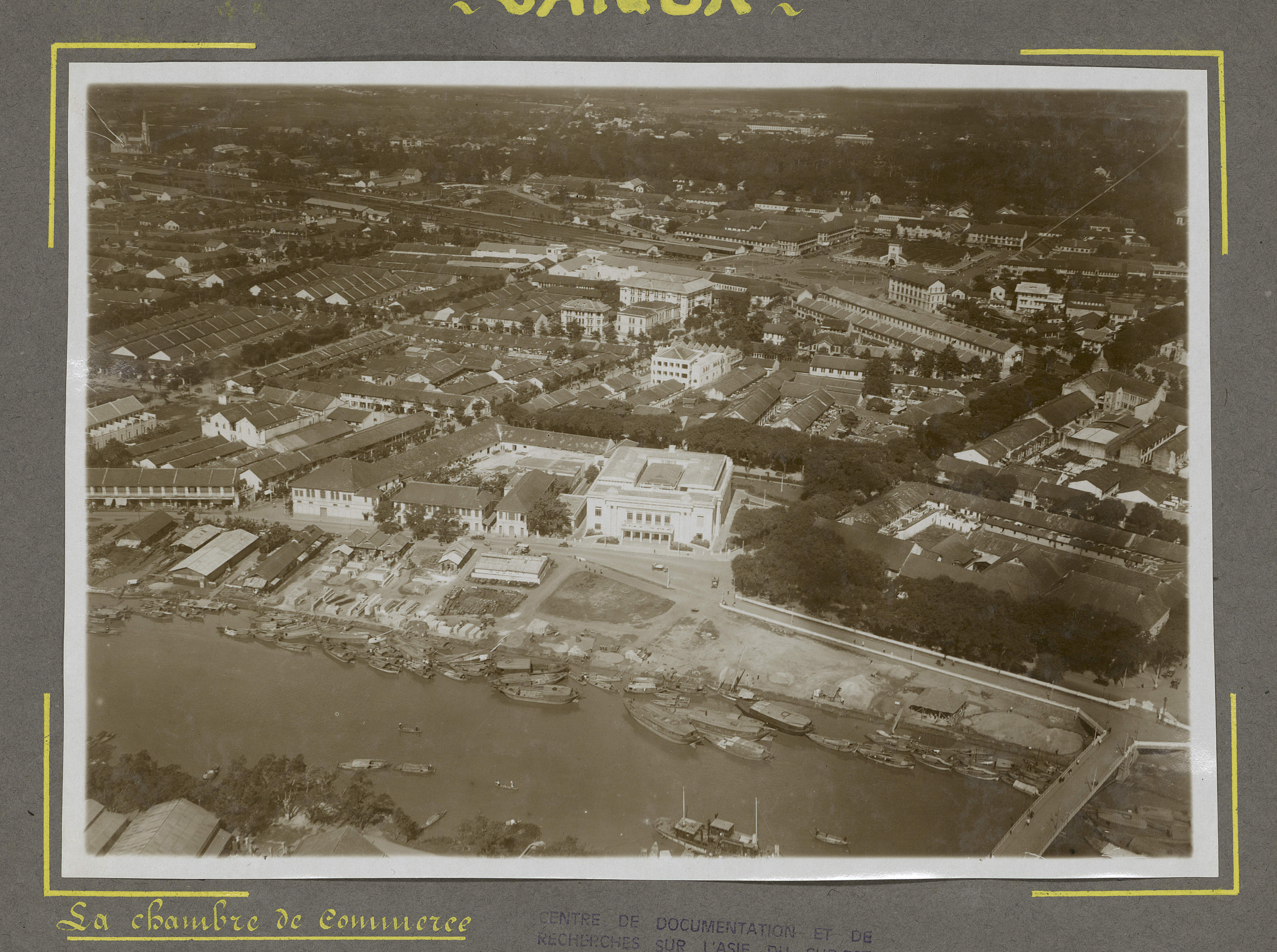
Không ảnh thành phố Sài Gòn nhìn từ phía rạch Bến Nghé vào khoảng năm 1930

Năm 1906, về phía Tây, diện tích thành phố được nới rộng thêm một phần đất của làng Tân Hòa và Phú Thạnh (vùng giữa Sài Gòn và Chợ Lớn) rộng 344 ha, Sài Gòn có diện tích là 1.317 ha. Địa giới thành phố Sài Gòn tiếp tục được mở rộng ra đến đường Eglise de Cầu Kho (Trần Đình Xu) và một phần đường Route Stratégique (Trần Phú), đoạn giữa quốc lộ 1 (Cách mạng Tháng Tám) và đường Nancy (Nguyễn Văn Cừ). Việc mở rộng này được thực hiện theo Nghị định của Thống đốc Nam Kỳ ban hành ngày 30 tháng 12 năm 1912.
Về phía Nam, ngày 21 tháng 8 năm 1907 địa bàn thành phố được nới rộng với việc sáp nhập thêm phần diện tích còn lại của các làng Khánh Hội và một phần của làng Chánh Hưng (rộng 447 ha làm cho Sài Gòn có diện tích là 1.764 ha). Ranh giới phía Nam kéo xuống đến rạch Ông Đội – rạch Bàng.
Ngày 27 tháng 4 năm 1931, Tổng thống Pháp ký sắc lệnh hợp nhất thành phố Sài Gòn và thành phố Chợ Lớn thành một đơn vị hành chính mới gọi là Khu (một số tài liệu gọi là "Địa phương") Sài Gòn – Chợ Lớn (Région Saigon - Cholon ou Région de Saigon - Cholon). Khu Sài Gòn – Chợ Lớn chính thức hoạt động từ ngày 1 tháng 1 năm 1932, về hành chính khu chia thành 18 hộ đánh số từ 1 đến 18; đứng đầu là Hộ trưởng. Về quản lý trị an, ngày 31 tháng 8 năm 1933 khu được chia thành 5 quận cảnh sát: 1, 2, 3, 4 và 5. Khu vực thành phố Sài Gòn cũ có ba quận: 1, 2 và 3.
Ngày 10 tháng 5 năm 1948, Chính phủ lâm thời Cộng hòa Nam Kỳ ra Nghị định số 2383 – MI/DAA về việc chia khu Sài Gòn – Chợ Lớn ra làm 6 quận. Quận 1 là địa bàn hộ 1 cũ; nay thuộc địa giới quận 1. Quận 2 là địa bàn hộ 2 cũ; nay thuộc địa giới quận 1.
Ngày 30 tháng 6 năm 1951, Thủ tướng chính quyền Quốc gia Việt Nam ký Sắc lệnh số 311-cab/SG đổi tên Khu Sài Gòn – Chợ Lớn thành Đô thành Sài Gòn – Chợ Lớn. Lúc này, Quận 1 và quận 2 cùng thuộc Đô thành Sài Gòn – Chợ Lớn.

### Đô thành Sài Gòn (1955-1975)
Theo Sắc lệnh số 143/NV ngày 22 tháng 10 năm 1956 của Tổng thống Việt Nam Cộng hòa Ngô Đình Diệm, Đô thành Sài Gòn - Chợ Lớn đổi tên thành Đô thành Sài Gòn. Khi đó, quận 1 và quận 2 lại cùng thuộc Đô thành Sài Gòn.
Ngày 27 tháng 3 năm 1959, Tổng thống Việt Nam Cộng hòa ban hành Nghị định số 110-NV về việc phân chia sáu quận đang có thành tám quận mới: Nhứt, Nhì, Ba, Tư, Năm, Sáu, Bảy và Tám (trừ ba quận: Nhứt, Nhì, Ba giữ nguyên, các quận còn lại đều đổi tên và thay đổi địa giới hành chính):
- Quận 1 (quận Nhứt): địa giới quận Nhứt cũ; có 04 phường: Bến Nghé, Hòa Bình, Tự Đức, Trần Quang Khải;
- Quận 2 (quận Nhì): địa giới quận Nhì cũ; có 04 phường: Chợ Bến Thành, Cầu Ông Lãnh, Cầu Kho, Nhà thờ Huyện Sĩ.

Ranh giới quận Nhứt và quận Nhì là đường Công Lý (nay là đường Nam Kỳ Khởi Nghĩa).
Năm 1962, quận Nhì lập thêm 03 phường: Bùi Viện, Nguyễn Cảnh Chân và Nguyễn Cư Trinh. Như thế lúc này quận có 07 phường.
Năm 1966, lập thêm 02 phường: An Khánh và Thủ Thiêm tại quận Nhứt, như thế quận này có 06 phường. Đầu năm 1967, tách hai phường: An Khánh và Thủ Thiêm lập quận 9 (quận Chín), quận Nhứt còn 04 phường.
Năm 1972, đổi tên phường Chợ Bến Thành của quận Nhì thành phường Bến Thành.
Cho đến ngày 29 tháng 4 năm 1975:
- Quận 1 (quận Nhứt) gồm 04 phường: Bến Nghé, Hòa Bình, Tự Đức, Trần Quang Khải
- Quận 2 (quận Nhì) gồm 07 phường: Bến Thành, Bùi Viện, Cầu Ông Lãnh, Cầu Kho, Nhà thờ Huyện Sĩ, Nguyễn Cảnh Chân, Nguyễn Cư Trinh.

### Từ năm 1975 đến nay
Sau khi Chính phủ Cách mạng lâm thời Cộng hòa Miền Nam Việt Nam tiếp quản Đô thành Sài Gòn và các vùng lân cận vào ngày 30 tháng 4 năm 1975, ngày 3 tháng 5 năm 1975 thành phố Sài Gòn - Gia Định được thành lập. Lúc này, quận 1 (viết lại thành quận Nhất) và quận 2 (quận Nhì) cùng thuộc thành phố Sài Gòn - Gia Định cho đến tháng 5 năm 1976. Đồng thời, có những điều chỉnh do phường hiện hữu có diện tích quá nhỏ hoặc tương đối ít dân cư như: quận Nhất sáp nhập phường Hòa Bình vào phường Bến Nghé; quận Nhì sáp nhập phường Bến Thành vào phường Nhà thờ Huyện Sĩ, phường mới mang tên phường Huyện Sĩ. Như thế lúc này quận Nhất còn 03 phường, quận Nhì còn 06 phường.
Ngày 20 tháng 5 năm 1976, tổ chức hành chánh thành phố Sài Gòn - Gia Định được sắp xếp lần hai (theo quyết định số 301/UB ngày 20 tháng 5 năm 1976 của Ủy ban Nhân dân Cách mạng thành phố Sài Gòn - Gia Định). Theo đó, quận Nhất và quận Nhì cũ hợp nhất lại thành quận 1 cho đến ngày nay. Lúc này, các phường cũ đều giải thể, lập các phường mới có diện tích, dân số nhỏ hơn và mang tên số. Quận 1 chia ra 25 phường và đánh số từ 1 đến 25 (địa bàn quận Nhất cũ có 10 phường từ 1-10, riêng địa bàn quận Nhì cũ có 15 phường từ 11-25).
Ngày 2 tháng 7 năm 1976, Quốc hội nước Cộng hòa Xã hội chủ nghĩa Việt Nam khoá VI, kỳ họp thứ 1 chính thức đổi tên thành phố Sài Gòn - Gia Định thành Thành phố Hồ Chí Minh. Quận 1 trở thành quận trực thuộc Thành phố Hồ Chí Minh.
Ngày 26 tháng 8 năm 1982, theo Quyết định số 147-HĐBT của Hội đồng Bộ trưởng về việc giải thể 5 phường: 2, 5, 9, 16 và 22, địa bàn các phường giải thể nhập vào các phường kế cận với số phường trực thuộc còn 20.
Ngày 28 tháng 12 năm 1988, giải thể toàn bộ 20 phường mang tên số và thay thế bằng 10 phường mang tên chữ: Tân Định, Đa Kao, Bến Nghé, Bến Thành, Nguyễn Thái Bình, Cầu Ông Lãnh, Cô Giang, Cầu Kho, Nguyễn Cư Trinh và Phạm Ngũ Lão:
- Hợp nhất phường 1, phường 3 và phường 4 thành một đơn vị hành chính lấy tên là phường Tân Định.
- Hợp nhất phường 8 và phường 10 thành một đơn vị hành chính lấy tên là phường Bến Nghé.
- Hợp nhất phường 11 và phường 12 thành một đơn vị hành chính lấy tên là phường Bến Thành.
- Hợp nhất phường 13 và phường 17 thành một đơn vị hành chính lấy tên là phường Phạm Ngũ Lão.
- Hợp nhất phường 14 và phường 15 thành một đơn vị hành chính lấy tên là phường Nguyễn Cư Trinh.
- Hợp nhất phường 18 và phường 19 thành một đơn vị hành chính lấy tên là phường Nguyễn Thái Bình.
- Đổi tên phường 20 thành phường Cầu Ông Lãnh.
- Hợp nhất phường 21 và phường 23 thành một đơn vị hành chính lấy tên là phường Cô Giang.
- Hợp nhất phường 24 và phường 25 thành một đơn vị hành chính lấy tên là phường Cầu Kho.

Ngày 16 tháng 6 năm 2025, Ủy ban Thường vụ Quốc hội ban hành Nghị quyết số 1685/NQ-UBTVQH15 (áp dụng từ ngày 30 tháng 6 năm 2025). Theo đó, giải thể quận 1 và sắp xếp lại các phường mới thuộc quận 1 cũ:
- Sáp nhập phường Phạm Ngũ Lão, một phần phường Cầu Ông Lãnh và một phần phường Nguyễn Thái Bình vào phường Bến Thành.
- Sáp nhập phường Cầu Kho, Cô Giang và Nguyễn Cư Trinh vào phần còn lại của phường Cầu Ông Lãnh.
- Sáp nhập phường Bến Nghé, một phần phường Đa Kao và phần còn lại của phường Nguyễn Thái Bình thành phường Sài Gòn.
- Sáp nhập phần còn lại của phường Đa Kao vào phường Tân Định.

## Hành chính
Quận 1 có 10 phường trực thuộc, bao gồm: Bến Nghé, Bến Thành, Cô Giang, Cầu Kho, Cầu Ông Lãnh, Đa Kao, Nguyễn Cư Trinh, Nguyễn Thái Bình, Phạm Ngũ Lão, Tân Định.
| Tên          | Diện tích (km²) | Dân số (người) | Mật độ dân số |
| ------------ | --------------- | -------------- | ------------- |
| Phường (10)  |                 |                |               |
| Bến Nghé     | 2,48            | 11.454         |               |
| Bến Thành    | 0,93            | 11.747         |               |
| Cô Giang     | 0,36            | 11.574         |               |
| Cầu Kho      | 0,34            | 13.686         |               |
| Cầu Ông Lãnh | 0,23            | 10.527         |               |

| Tên              | Diện tích (km²) | Dân số (người) | Mật độ dân số |
| ---------------- | --------------- | -------------- | ------------- |
| Nguyễn Cư Trinh  | 0,77            | 20.878         |               |
| Nguyễn Thái Bình | 0,49            | 9.908          |               |
| Phạm Ngũ Lão     | 0,50            | 15.017         |               |
| Tân Định         | 0,63            | 22.238         |               |
| Đa Kao           | 0,63            | 14.673         |               |

## Giáo dục

### Các cơ sở giáo dục đại học
| Tên trường                                                          | Địa chỉ                              | Website        | Ghi chú                                    |
| ------------------------------------------------------------------- | ------------------------------------ | -------------- | ------------------------------------------ |
| Đại học Kinh tế Thành phố Hồ Chí Minh                               | 196 Trần Quang Khải, P. Tân Định     |                | Cơ sở D                                    |
| Đại học Kinh tế Thành phố Hồ Chí Minh                               | 54 Nguyễn Văn Thủ, P. Đa Kao         | Cơ sở E        |                                            |
| Học viện Công nghệ Bưu chính Viễn thông – Cơ sở tại TP. Hồ Chí Minh | 11 Nguyễn Đình Chiểu, P. Đa Kao      |                | Cơ sở 1                                    |
| Nhạc viện Thành phố Hồ Chí Minh                                     | 112 Nguyễn Du, P. Bến Thành          |                | Trụ sở chính                               |
| Trường Đại học Hoa Sen                                              | 8 Nguyễn Văn Tráng, P. Bến Thành     |                | Trụ sở chính                               |
| Trường Đại học Khoa học Xã hội và Nhân văn (ĐHQG TP.HCM)            | 10–12 Đinh Tiên Hoàng, P. Bến Nghé   |                | Cơ sở 1 (Cơ sở chính)                      |
| Trường Đại học Mở Thành phố Hồ Chí Minh                             | 35–37 Hồ Hảo Hớn, P. Cô Giang        |                | Trụ sở chính                               |
| Trường Đại học Mở Thành phố Hồ Chí Minh                             | 2 Mai Thị Lựu, P. Đa Kao             | Cơ sở 4        |                                            |
| Trường Đại học Ngân hàng Thành phố Hồ Chí Minh                      | 36 Tôn Thất Đạm, P. Nguyễn Thái Bình |                | Trụ sở chính                               |
| Trường Đại học Ngân hàng Thành phố Hồ Chí Minh                      | 39 Hàm Nghi, P. Nguyễn Thái Bình     | Cơ sở Hàm Nghi |                                            |
| Trường Đại học Sài Gòn                                              | 4 Tôn Đức Thắng, P. Bến Nghé         |                | Cơ sở 2: Khoa Giáo dục Mầm non             |
| Trường Đại học Sân khấu – Điện ảnh Thành phố Hồ Chí Minh            | 125 Cống Quỳnh, P. Nguyễn Cư Trinh   |                | - Trụ sở chính - Nhà hát kịch Thế Giới Trẻ |
| Trường Đại học Văn Lang                                             | 45 Nguyễn Khắc Nhu, P. Cô Giang      |                | Cơ sở 1                                    |
| Trường Đại học Y Dược Thành phố Hồ Chí Minh                         | 41–43 Đinh Tiên Hoàng, P. Bến Nghé   |                | Khoa Dược                                  |

### Các trường cao đẳng
| Tên trường                                               | Địa chỉ                          | Website | Ghi chú                |
| -------------------------------------------------------- | -------------------------------- | ------- | ---------------------- |
| Trường Cao đẳng Kỹ thuật Cao Thắng                       | 65 Huỳnh Thúc Kháng, P. Bến Nghé |         |                        |
| Trường Cao đẳng Kỹ thuật Nguyễn Trường Tộ                | 2 Mai Thị Lựu, P. Đakao          |         | Trụ sở chính (cơ sở 1) |
| Trường Cao đẳng Nghề Thành phố Hồ Chí Minh               | 235 Hoàng Sa, P. Tân Định        |         | Trụ sở chính (cơ sở 1) |
| Trường Cao đẳng Văn hóa Nghệ thuật Thành phố Hồ Chí Minh | 5 Nam Quốc Cang, P. Phạm Ngũ Lão |         |                        |

### Các trường THPT, trường liên cấp có bậc THPT
| Trường THPT                                                   | Địa chỉ                                   | Website | Ghi chú      |
| ------------------------------------------------------------- | ----------------------------------------- | ------- | ------------ |
| Trường Tiểu học, THCS và THPT Quốc tế Á Châu                  | 41/3–41/4 Bis Trần Nhật Duật, P. Tân Định |         | Trụ sở chính |
| Trường THCS và THPT Đăng Khoa                                 | 571 Cô Bắc, P. Cầu Ông Lãnh               |         | Cơ sở 1      |
| Trường THCS và THPT Trần Đại Nghĩa                            | 53 Nguyễn Du, P. Bến Nghé                 |         |              |
| Trường THPT Bùi Thị Xuân                                      | 73 Bùi Thị Xuân, P. Phạm Ngũ Lão          |         |              |
| Trường THPT Ernst Thälmann (Ten Lơ Man)                       | 8 Trần Hưng Đạo, P. Phạm Ngũ Lão          |         |              |
| Trường THPT Lương Thế Vinh                                    | 131 Cô Bắc, P. Cô Giang                   |         |              |
| Trường THPT Năng khiếu Thể dục Thể thao Thành phố Hồ Chí Minh | 43 Điện Biên Phủ, P. Đa Kao               |         |              |
| Trường THPT Trưng Vương                                       | 3 Nguyễn Bỉnh Khiêm, P. Bến Nghé          |         |              |

### Các trường THCS
| Tên trường                    | Địa chỉ                             |
| ----------------------------- | ----------------------------------- |
| Trường THCS Chu Văn An        | 115 Cống Quỳnh, P. Nguyễn Cư Trinh  |
| Trường THCS Đồng Khởi         | 11 Phan Văn Trường, P. Cầu Ông Lãnh |
| Trường THCS Đức Trí           | 273 Nguyễn Trãi, P. Nguyễn Cư Trinh |
| Trường THCS Huỳnh Khương Ninh | 59–61 Huỳnh Khương Ninh, P. Đa Kao  |
| Trường THCS Minh Đức          | 75 Nguyễn Thái Học, P. Cầu Ông Lãnh |
| Trường THCS Nguyễn Du         | 139 Nguyễn Du, P. Bến Thành         |
| Trường THCS Trần Văn Ơn       | 161B Nguyễn Văn Thủ, P. Đa Kao      |
| Trường THCS Văn Lang          | 51 Trần Quý Khoách, P. Tân Định     |
| Trường THCS Võ Trường Toản    | 11 Nguyễn Bỉnh Khiêm, P. Bến Nghé   |

## Du lịch

### Các công trình kiến trúc nổi bật

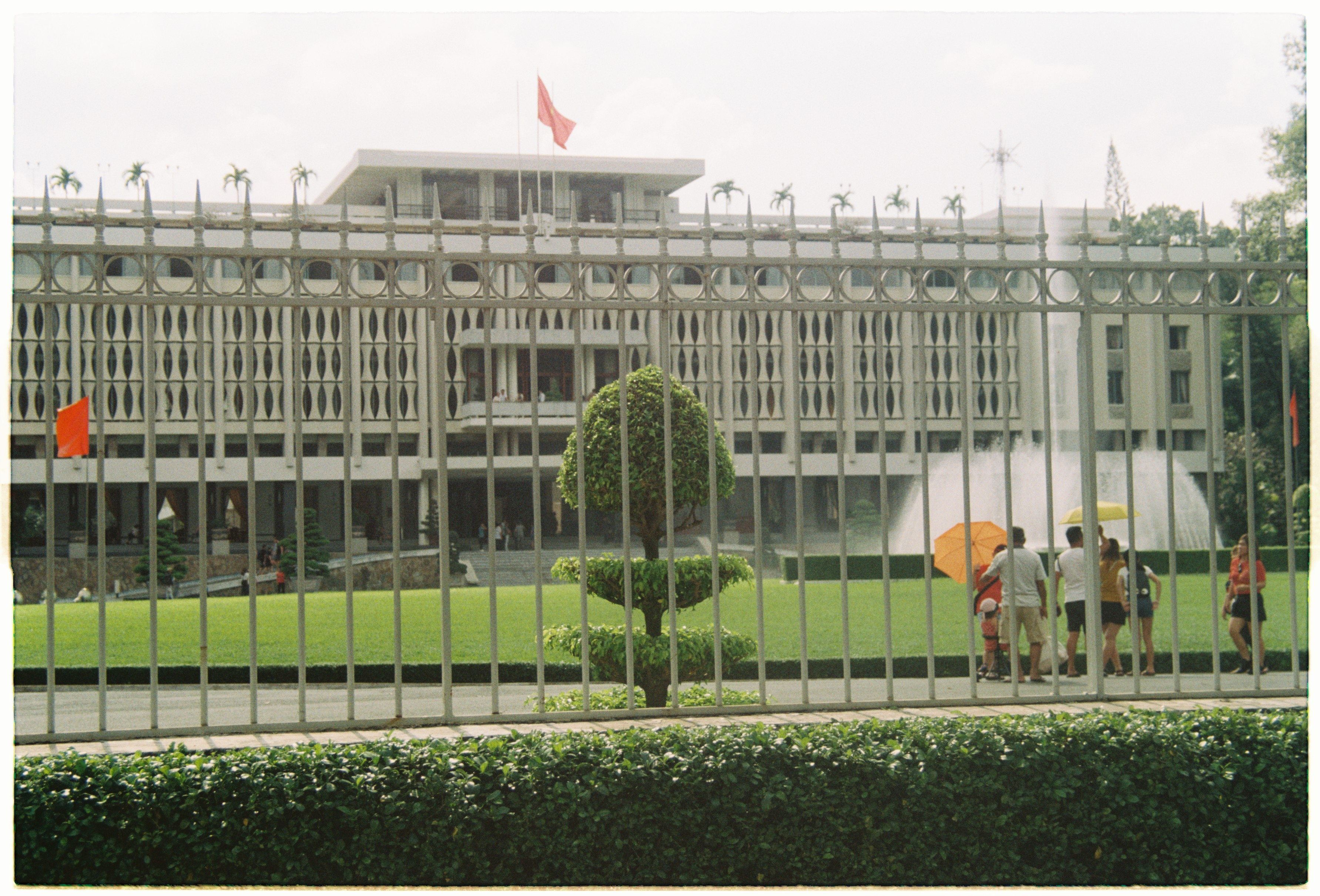
Dinh Độc Lập (Dinh Thống Nhất)

Hầu như các công trình kiến trúc nổi bật của thành phố đều tập trung tại đây: Nhà hát Thành phố, Nhà thờ Đức Bà, Tòa nhà Bưu điện Thành phố, Trụ sở UBND Thành phố, Dinh Độc Lập, Tòa nhà Bitexco Financial Tower.
Đây cũng là quận tập trung phần lớn các tòa nhà cao ốc, các công viên lớn của thành phố này, như Công viên Tao Đàn, Thảo Cầm Viên. Ngoài ra, ở đây cũng có Viện Bảo tàng Thành phố, Đài Truyền hình HTV.

### Du lịch
Quận 1 là trung tâm hành chính của Thành phố Hồ Chí Minh, cũng là quận nổi tiếng và thu hút nhiều khách du lịch nhất của thành phố này. Khu vực trung tâm này tọa lạc rất nhiều khách sạn, homestay với đủ mức giá, phục vụ nhu cầu lưu trú của khách du lịch để tham quan các điểm du lịch trong khu vực hoặc di chuyển sang các quận lân cận.
| Tên                                                   | Địa chỉ                                                               | Ghi chú                                       |
| ----------------------------------------------------- | --------------------------------------------------------------------- | --------------------------------------------- |
| Bảo tàng Địa chất Thành phố Hồ Chí Minh               | 2 Nguyễn Bỉnh Khiêm, P. Bến Nghé                                      | Bảo tàng                                      |
| Bảo tàng Lịch sử Thành phố Hồ Chí Minh                | 2 Nguyễn Bỉnh Khiêm, P. Bến Nghé                                      | Bảo tàng                                      |
| Bảo tàng Chiến dịch Hồ Chí Minh                       | 2 Lê Duẩn, P. Bến Nghé                                                | Bảo tàng                                      |
| Bảo tàng Mỹ thuật Thành phố Hồ Chí Minh               | 97 Phó Đức Chính, P. Nguyễn Thái Bình                                 | Bảo tàng                                      |
| Bảo tàng Thành phố Hồ Chí Minh                        | 65 Lý Tự Trọng, P. Bến Nghé                                           | Bảo tàng                                      |
| Thảo Cầm Viên Sài Gòn                                 | 2 Nguyễn Bỉnh Khiêm, P. Bến Nghé                                      | Vườn bách thú                                 |
| Chợ Bến Thành                                         | Phường Bến Thành                                                      | Chợ                                           |
| Chợ Cầu Ông Lãnh                                      | 145 Võ Văn Kiệt, P. Cầu Ông Lãnh                                      | Chợ                                           |
| Chợ Dân Sinh                                          | 104N Yersin, P. Nguyễn Thái Bình                                      | Chợ                                           |
| Chợ Đa Kao                                            | 23 Nguyễn Huy Tự, P. Đa Kao                                           | Chợ                                           |
| Chợ Nga                                               | 328 Võ Văn Kiệt, P. Cô Giang                                          | Chợ                                           |
| Chợ Tân Định                                          | 336 Hai Bà Trưng, P. Tân Định                                         | Chợ                                           |
| Chợ Thái Bình                                         | Đường Cống Quỳnh, P. Phạm Ngũ Lão                                     | Chợ                                           |
| Chùa Bà Ấn (Đền Mariamman)                            | 45 Trương Định, P. Bến Thành                                          | Đền chùa                                      |
| Chùa Lâm Tế                                           | 212A Nguyễn Trãi, P. Nguyễn Cư Trinh                                  | Đền chùa                                      |
| Chùa Ngọc Hoàng                                       | 73 Mai Thị Lựu, P. Đa Kao                                             | Đền chùa                                      |
| Đền Sri Thenday Yutthapani                            | 66 Tôn Thất Thiệp, P. Bến Nghé                                        | Đền chùa                                      |
| Đền Subramaniam Swamy                                 | 98 Nam Kỳ Khởi Nghĩa, P. Bến Nghé                                     | Đền chùa                                      |
| Công viên 30 tháng 4                                  | Đối diện Dinh Độc Lập                                                 | Công viên                                     |
| Công viên 23 tháng 9                                  | Lê Lai – Phạm Ngũ Lão                                                 | Công viên                                     |
| Công viên Bách Tùng Diệp                              |                                                                       | Công viên                                     |
| Công viên Lê Văn Tám                                  |                                                                       | Công viên                                     |
| Công viên Tao Đàn                                     | Trương Định – Nguyễn Thị Minh Khai – Cách Mạng Tháng Tám, P. Bến Nghé | Công viên                                     |
| Công viên Taka Shimaya                                | Tầng 6, Trung tâm thương mại Saigon Centre (Takashimaya)              | Công viên                                     |
| Nhà hát Bến Thành – Trung tâm Văn hóa Quận 1          | 6 Mạc Đĩnh Chi, P. Bến Nghé                                           | Nhà hát                                       |
| Nhà hát Cải lương Trần Hữu Trang                      | 136 Trần Hưng Đạo, P. Phạm Ngũ Lão                                    | Nhà hát                                       |
| Nhà hát Thành phố Hồ Chí Minh (Nhà hát Lớn Thành phố) | 7 Công Trường Lam Sơn, P. Bến Nghé                                    | Nhà hát                                       |
| Nhà hát Thế Giới Trẻ                                  | 125 Cống Quỳnh, P. Nguyễn Cư Trinh                                    | Nhà hát                                       |
| Nhà hát VOH Music One                                 | 37 Nguyễn Bỉnh Khiêm, P. Đa Kao                                       | Nhà hát                                       |
| Nhà thờ Chính tòa Đức Bà Sài Gòn                      | 1 Công Xã Paris, P. Bến Nghé                                          | Nhà thờ                                       |
| Nhà thờ Huyện Sỹ                                      | 1 Tôn Thất Tùng, P. Phạm Ngũ Lão                                      | Nhà thờ                                       |
| Thánh đường Hồi giáo Jamia Al-Musulman                | 66 Đông Du, P. Bến Nghé                                               | Nhà thờ                                       |
| Nhà Thiếu nhi Quận 1                                  | 31 Nguyễn Đình Chiểu, P. Đa Kao                                       | Điểm sinh hoạt, vui chơi                      |
| Nhà Văn hóa Thanh niên Thành phố Hồ Chí Minh          | 4 Phạm Ngọc Thạch, P. Bến Nghé                                        | Điểm sinh hoạt, vui chơi                      |
| Thư viện American Center                              | Tầng 8, Diamond Plaza (34 Lê Duẩn, P. Bến Nghé)                       | Thư viện                                      |
| Thư viện IDECAF                                       | 31 Thái Văn Lung, P. Bến Nghé                                         | Thư viện                                      |
| Thư viện điện tử S.Hub                                | 69 Lý Tự Trọng, P. Bến Thành                                          | Thư viện                                      |
| Thư viện Khoa học Tổng hợp Thành phố Hồ Chí Minh      | 69 Lý Tự Trọng, P. Bến Thành                                          | Thư viện                                      |
| Sân vận động Hoa Lư                                   | 2 Đinh Tiên Hoàng, P. Đa Kao                                          | Điểm tập luyện thể dục thể thao               |
| Sân vận động Tao Đàn                                  | 1 Huyền Trân Công Chúa, P. Bến Thành                                  | Điểm tập luyện thể dục thể thao               |
| Nhà thi đấu Nguyễn Du                                 | 116 Nguyễn Du, P. Bến Thành                                           | Điểm tập luyện thể dục thể thao               |
| Dinh Độc Lập                                          | 135 Nam Kỳ Khởi Nghĩa, P. Bến Thành                                   | Di tích                                       |
| Bưu điện Trung tâm Sài Gòn                            | 2 Công Xã Paris, P. Bến Nghé                                          | Di tích                                       |
| Diamond Plaza                                         | 34 Lê Duẩn, P. Bến Nghé                                               | Trung tâm thương mại, điểm vui chơi, giải trí |
| Nowzone Shopping Mall                                 | 35 Nguyễn Văn Cừ, P. Nguyễn Cư Trinh                                  | Trung tâm thương mại, điểm vui chơi, giải trí |
| Saigon Centre (Takashimaya)                           | 92–94 Nam Kỳ Khởi Nghĩa, P. Bến Nghé                                  | Trung tâm thương mại, điểm vui chơi, giải trí |
| Sài Gòn Garden                                        | 99 Đ. Nguyễn Huệ, P. Bến Nghé                                         | Trung tâm thương mại, điểm vui chơi, giải trí |
| Parkson Saigon Tourist Plaza                          | 35 Bis-45 Lê Thánh Tôn, P. Bến Nghé                                   | Trung tâm thương mại, điểm vui chơi, giải trí |
| Vincom Đồng Khởi                                      | 72 Lê Thánh Tôn, Bến Nghé                                             | Trung tâm thương mại, điểm vui chơi, giải trí |
| Đường sách Thành phố Hồ Chí Minh                      | Đường Nguyễn Văn Bình, P. Bến Nghé                                    |                                               |
| Phố đi bộ Bùi Viện                                    | Đường Bùi Viện, P. Phạm Ngũ Lão                                       |                                               |
| Phố đi bộ Nguyễn Huệ                                  | Đường Nguyễn Huệ, P. Bến Nghé                                         |                                               |
| Bitexco Financial Tower                               | 2 Hải Triều, P. Bến Nghé                                              | Tòa nhà cao tầng                              |
| Saigon Centre Tower 2                                 | 65 Lê Lợi, P. Bến Nghé                                                | Tòa nhà cao tầng                              |
| Vietcombank Tower                                     | 5 Công Trường Mê Linh, P. Bến Nghé                                    | Tòa nhà cao tầng                              |

## Giao thông

### Đường phố
| Alexandre de Rhodes Bà Lê Chân Bùi Thị Xuân Bùi Viện Calmette Cao Bá Nhạ Cao Bá Quát Cách Mạng Tháng Tám Cây Điệp Cô Bắc Cô Giang Công trường Lam Sơn Công trường Mê Linh Công Xã Paris Cống Quỳnh Chu Mạnh Trinh Đặng Dung Đặng Tất Đặng Thị Nhu Đặng Trần Côn Đề Thám Điện Biên Phủ Đinh Công Tráng Đinh Tiên Hoàng Đông Du Đồng Khởi | Đỗ Quang Đẩu Hai Bà Trưng Hàm Nghi Hàn Thuyên Hải Triều Hòa Mỹ Hoàng Sa Hồ Hảo Hớn Hồ Huấn Nghiệp Hồ Tùng Mậu Huyền Trân Công Chúa Huỳnh Khương Ninh Huỳnh Thúc Kháng Ký Con Lê Anh Xuân Lê Công Kiều Lê Duẩn Lê Lai Lê Lợi Lê Thánh Tôn Lê Thị Hồng Gấm Lê Thị Riêng Lê Văn Hưu Lương Hữu Khánh Lưu Văn Lang Lý Tự Trọng | Lý Văn Phức Mai Thị Lựu Mã Lộ Mạc Đĩnh Chi Mạc Thị Bưởi Nam Kỳ Khởi Nghĩa Nam Quốc Cang Ngô Đức Kế Ngô Văn Năm Nguyễn An Ninh Nguyễn Bỉnh Khiêm Nguyễn Cảnh Chân Nguyễn Công Trứ Nguyễn Cư Trinh Nguyễn Du Nguyễn Đình Chiểu Nguyễn Huệ Nguyễn Hữu Cảnh Nguyễn Hữu Cầu Nguyễn Huy Tự Nguyễn Khắc Nhu Nguyễn Phi Khanh Nguyễn Siêu Nguyễn Thái Bình Nguyễn Thái Học Nguyễn Thành Ý | Nguyễn Thị Minh Khai Nguyễn Thị Nghĩa Nguyễn Trãi Nguyễn Trung Ngạn Nguyễn Trung Trực Nguyễn Văn Bình Nguyễn Văn Chiêm Nguyễn Văn Cừ Nguyễn Văn Giai Nguyễn Văn Nghĩa Nguyễn Văn Nguyễn Nguyễn Văn Thủ Nguyễn Văn Tráng Pasteur Phan Bội Châu Phan Chu Trinh Phan Kế Bính Phan Liêm Phan Ngữ Phan Tôn Phan Văn Đạt Phan Văn Trường Phạm Hồng Thái Phạm Ngọc Thạch Phạm Ngũ Lão Phạm Viết Chánh | Phó Đức Chính Phùng Khắc Khoan Sương Nguyệt Anh Thái Văn Lung Thạch Thị Thanh Thi Sách Thủ Khoa Huân Tôn Đức Thắng Tôn Thất Đạm Tôn Thất Thiệp Tôn Thất Tùng Trần Đình Xu Trần Hưng Đạo Trần Khánh Dư Trần Khắc Chân Trần Nguyên Đán Trần Nhật Duật Trần Quang Khải Trần Quý Khoách Trịnh Văn Cấn Trương Định Trương Hán Siêu Võ Thị Sáu Võ Văn Kiệt Yersin |

Bên cạnh đó, do đặc điểm vị trí địa lý của quận được bao bọc bởi sông Sài Gòn ở phía đông, kênh Nhiêu Lộc – Thị Nghè ở phía bắc và kênh Bến Nghé ở phía nam nên trên địa bàn quận có khá nhiều công trình vượt sông, kênh rạch, bao gồm:
- Cầu Kiệu bắc qua kênh Nhiêu Lộc – Thị Nghè nối với quận Phú Nhuận
- Cầu Bông, cầu Bùi Hữu Nghĩa, cầu Điện Biên Phủ, cầu Thị Nghè và cầu Thị Nghè 2 bắc qua kênh Nhiêu Lộc – Thị Nghè nối với quận Bình Thạnh
- Cầu Ba Son, đường hầm sông Sài Gòn vượt sông Sài Gòn nối với khu đô thị mới Thủ Thiêm, thành phố Thủ Đức
- Cầu Khánh Hội, cầu Mống, cầu Calmette, cầu Ông Lãnh, cầu Nguyễn Văn Cừ bắc qua kênh Bến Nghé nối với Quận 4

### Tên đường của Quận Nhất trước và sau năm 1975
| Đại lộ Cường Để và Bến Bạch Đằng nay là đường Tôn Đức Thắng Đường Thủy Quân nay là đường Ngô Văn Năm Đường Lý Trần Quán nay là đường Thạch Thị Thanh Đường Đồn Đất nay là đường Thái Văn Lung Đường Duy Tân nay là đường Phạm Ngọc Thạch Công trường Hòa Bình (Kennedy) nay là công trường Công xã Paris Đường Tự Do nay là đường Đồng Khởi Đường Võ Di Nguy nay là đường Hồ Tùng Mậu Đường Công Lý nay là đường Nam Kỳ Khởi Nghĩa Đường Trương Công Định nay là đường Trương Định (cả Trương Công Định - quận 1 và Đoàn Thị Điểm - quận 3 đều đổi thành Trương Định) Đường Nguyễn Phi nay là đường Lê Anh Xuân Đường Phan Văn Hùm nay là đường Nguyễn Thị Nghĩa Đường Lê Văn Duyệt nay là đường Cách Mạng Tháng Tám Đường Ngô Tùng Châu nay là đường Lê Thị Riêng Đường Bùi Chu nay là đường Tôn Thất Tùng Đường Đặng Đức Siêu nay là đường Nam Quốc Cang Đường Huỳnh Quang Tiên nay là đường Hồ Hảo Hớn Đường Phát Diệm nay là đường Trần Đình Xu Đường Nguyễn Hữu Cảnh nay là đường Nguyễn Văn Nguyễn Đường Trần Văn Thạch nay là đường Nguyễn Hữu Cầu Đường Nguyễn Văn Đượm nay là đường Nguyễn Văn Nghĩa | Đường Hiền Vương nay là đường Võ Thị Sáu Đường Phan Thanh Giản nay là Điện Biên Phủ Đường Tự Đức nay là đường Nguyễn Văn Thủ Đường Phan Đình Phùng nay là đường Nguyễn Đình Chiểu Đường Hồng Thập Tự nay là đường Nguyễn Thị Minh Khai Đại lộ Thống Nhất nay là đường Lê Duẩn Đường Nguyễn Hậu nay là đường Nguyễn Văn Bình Đường Gia Long nay là đường Lý Tự Trọng Đường Võ Tánh nay là đường Nguyễn Trãi. (cả Võ Tánh-quận 1 và Nguyễn Trãi-quận 5 đều đổi thành Nguyễn Trãi Đường Tạ Thu Thâu nay là đường Lưu Văn Lang Công trường Diên Hồng (Bùng binh chợ Bến Thành) nay là công trường Quách Thị Trang Đường Phủ Kiệt nay là đường Hải Triều Đường Nguyễn Văn Thinh nay là đường Mạc Thị Bưởi Đường Thái Lập Thành nay là đường Đông Du Đường Bùi Quang Chiêu nay là đường Đặng Thị Nhu Đường Hồ Văn Ngà nay là đường Lê Thị Hồng Gấm Đường Nguyễn Văn Sâm nay là đường Nguyễn Thái Bình Bến Chương Dương nay là đường Võ Văn Kiệt Đại lộ Cộng Hòa nay là đường Nguyễn Văn Cừ |

### Hệ thống đường sắt đô thị
■ Tuyến số 1: Ga Bến Thành - Ga Nhà hát Thành phố - Ga Ba Son → (Quận Bình Thạnh)
■ Tuyến số 2 (Đang xây dựng): Ga Bến Thành - Ga Tao Đàn → (Quận 3, Quận 10)

## Tổng lãnh sự quán các nước tại Quận 1
| Quốc gia       | Địa chỉ                                                                              |
| -------------- | ------------------------------------------------------------------------------------ |
| Hoa Kỳ         | 4 Lê Duẩn, phường Bến Nghé                                                           |
| Vương quốc Anh | 25 Lê Duẩn, phường Bến Nghé                                                          |
| Hà Lan         | 29 Lê Duẩn, phường Bến Nghé                                                          |
| Đức            | Lầu 4 Deutsches Haus, 33 Lê Duẩn, phường Bến Nghé                                    |
| Singapore      | Tầng 8 Saigon Centre, 65 Lê Lợi, phường Bến Nghé                                     |
| Panama         | 7 Lê Thánh Tôn, phường Bến Nghé                                                      |
| Úc             | Lầu 20 Vincom Center, 47 Lý Tự Trọng, phường Bến Nghé                                |
| New Zealand    | Phòng 804 The Metropolitan, 235 Đồng Khởi, phường Bến Nghé                           |
| Canada         | Phòng 1002 The Metropolitan, 235 Đồng Khởi, phường Bến Nghé                          |
| Lào            | 93 Pasteur, phường Bến Nghé                                                          |
| Phần Lan       | Phòng 501 Tòa Nhà Sailing, 111A Pasteur, phường Bến Nghé                             |
| Ý              | Tầng 10 President Place, 93 Nguyễn Du, phường Bến Nghé                               |
| Hàn Quốc       | 107 Nguyễn Du, phường Bến Thành                                                      |
| Na Uy          | Somerset Chancellor Court Ho Chi Minh City, 21 Nguyễn Thị Minh Khai, phường Bến Nghé |
| Pháp           | 27 Nguyễn Thị Minh Khai, phường Bến Nghé                                             |
| Thụy Sĩ        | Tầng 37 Bitexco Financial Tower, 2 Hải Triều, phường Bến Nghé                        |
| Indonesia      | 18 Phùng Khắc Khoan, phường Đa Kao                                                   |
| Hungary        | 22 Phùng Khắc Khoan, phường Đa Kao                                                   |
| Kuwait         | 24 Phùng Khắc Khoan, phường Đa Kao                                                   |
| Campuchia      | 41 Phùng Khắc Khoan, phường Đa Kao                                                   |
| Cuba           | 45 Phùng Khắc Khoan, phường Đa Kao                                                   |